# Bidaragodu, Tirthahalli
Bidaragodu là một làng thuộc tehsil Tirthahalli, huyện Shimoga, bang Karnataka, Ấn Độ.